# Красивое (озеро, Сахалинская область)
Краси́вое — горное озеро на острове Итуруп. Площадь водосборного бассейна — 27,5 км². Высота над уровнем моря — 32,1 м.
Расположено в южной части острова, в массиве Дугового хребта, в кратере древнего вулкана. Площадь зеркала составляет 5,7 км², максимальная глубина — 49 м.
Окружающий озеро кальдерный вал с восточной стороны разорван и образует проход для стока воды в Тихий океан — реку Урумпет. В Красивое впадает семь небольших ручьёв.
Озеро относится к территории геологического памятника природы Кальдера Урбич.
Озеро Красивое является большим естественным нерестилищем нерки, причём представители этой породы являются крупнейшими в районе. Это связано с тем, что только крупные и сильные рыбы могли подняться на нерест из моря по порожистому ручью Урумпет с мощным течением.